# Reina de Guyana
Rey de Guyana o Reina de Guyana fue el título oficial que se le otorgó al ejecutivo en Guyana de 1966 a 1970, cuando el país sudamericano era formalmente un Estado soberano e independiente bajo una monarquía constitucional, similar al resto de los Estados monárquicos en la Mancomunidad de Naciones.
La colonia británica de Guayana británica había dejado de existir en 1966, pero el nuevo país eligió seguir teniendo a la monarquía británica como garante del poder ejecutivo, Isabel II fue la única monarca que recibió dicho título en toda la existencia del mismo. Las funciones constitucionales estaban delegadas al gobernador general de la Guyana independiente.

## Historia
La colonia de la Corona de la Guayana británica se convirtió en un país independiente llamado Guayana el 26 de mayo de 1966, con la Reina Isabel II como jefe de Estado y Reina de Guayana. El duque y la duquesa de Kent representaron a la reina de Guyana en las celebraciones de la independencia. El Duque inauguró la primera sesión del entonces Parlamento de Guyana, en nombre de la Reina, y pronunció el discurso desde el trono.
Las funciones constitucionales de la Reina se delegaron principalmente en el Gobernador General de Guyana, su representante en Guyana, quien fue designado por la Reina por consejo de su Primer ministro de Guyana. El Gobernador General actuó siguiendo el consejo de los ministros guyaneses. Tres gobernadores generales ocuparon el cargo: Sir Richard Luyt (1966), Sir David Rose (1966-1969) y Sir Edward Luckhoo (1969-1970). Todos los poderes ejecutivos de Guyana recaían en la monarca, pero la mayoría los ejercía el gobernador general en su nombre.
La nueva constitución de Guyana preveía que el país se convirtiera en una república después de 45 meses por mayoría de votos en la Asamblea Nacional. Exactamente 45 meses después de la independencia, Guyana se convirtió en una república dentro de la Mancomunidad de Naciones, con el presidente de Guyana como jefe de Estado.
La Reina visitó Guyana del 4 al 5 de febrero de 1966, donde inauguró el parque nacional Reina Isabel II (ahora parque nacional de Guyana).
Realizó una gira por Guyana como Jefa de la Mancomunidad de Naciones del 19 al 22 de febrero de 1994.